# Anna María Pinero
Anna María Pinero (ur. 15 stycznia 1986) – hiszpańska lekkoatletka specjalizująca się w skoku o tyczce.

## Osiągnięcia
| Rok  | Impreza                                 | Miejsce      | Lokata            | Wynik |
| ---- | --------------------------------------- | ------------ | ----------------- | ----- |
| 2005 | Mistrzostwa Europy juniorów             | Kowno        | el. – 14. miejsce | 3,95  |
| 2007 | Młodzieżowe mistrzostwa Europy          | Debreczyn    | 11. miejsce       | 3,85  |
| 2010 | Superliga drużynowych mistrzostw Europy | Bergen       | 9. miejsce        | 4,20  |
| 2010 | Mistrzostwa iberoamerykańskie           | San Fernando | 2. miejsce        | 4,30  |
| 2011 | Mistrzostwa świata                      | Daegu        | eliminacje        | NM    |

Wielokrotna medalistka mistrzostw Hiszpanii.

## Rekordy życiowe
- skok o tyczce – 4,41 (2011)
- skok o tyczce (hala) – 4,31 (2011)